# روبي أومالي
روبي أومالي (بالإنجليزية: Robbie O'Malley)‏ هو لاعب كرة القدم الغالية أيرلندي، ولد في 19 يوليو 1965 في Laytown ‏ في جمهورية أيرلندا.